# Anything (album The Damned)
Anything è il settimo album in studio del gruppo punk rock inglese The Damned, pubblicato nel 1986 dalla MCA Records.

## Storia
L'album venne prodotto da Jon Kelly ma che avrebbe voluto mantenere le sonorità del precedente album, Phantasmagoria, ma la band era di parere diverso, ricercando sonorità diverse.
L'album venne registrato in Danimarca, ai Puk Studios; inizialmente ci furono alcuni problemi tecnici che fecero perdere quasi due settimane seguiti poi dalla mancanza di Vanian a causa di un lutto in famiglia e quindi le sessioni di registrazioni procedettero con interruzioni a causa anche dell'assenza degli altri membri per motivi diversi per cui la MCA, impaziente di completare le registrazioni, fece pressioni su Kelly che impose linee guida che appesantirono l'atmosfera e non rispecchiavano le idee originali di Jugg e Vanian.
Dopo la pubblicazione dell'album, a seguito dello scarso successo riscontrato e anche a causa del licenziamento di Steve Kutner che li aveva messi sotto contratto, il gruppo interrompe il rapporto con la casa discografica.

## Tracce
1. Anything – 4:47
2. Alone Again Or – 3:38
3. The Portrait – 3:50
4. Restless – 4:57
5. In Dulce Decorum – 4:47
6. Gigolo – 6:02
7. The Girl Goes Down – 4:35
8. Tightrope Walk – 4:21
9. Psychomania – 4:03

## Formazione

### Gruppo
- Dave Vanian - voce
- Roman Jugg - chitarra, tastiere, voce
- Bryn Merrick - basso, voce
- Rat Scabies - batteria

### Altri musicisti
- Blue Weaver - tastiere
- Paul "Shirley" Shepley - tastiere
- Paul "Wix" Wickens - tastiere
- Suzie O'List - cori
- Kurt Holm - tromba